# Aphycus brunneus
Aphycus brunneus är en stekelart som beskrevs av Howard 1885. Aphycus brunneus ingår i släktet Aphycus och familjen sköldlussteklar. Inga underarter finns listade i Catalogue of Life.